# Carmen Junqueira
Carmen Sylvia de Alvarenga Junqueira o Carmen Junqueira (São Paulo, c. 1936) es una antropóloga y profesora brasileña.

## Biografía
En 1959, se graduó en Ciencia Política y Sociales por la Escuela de Sociología y Política de São Paulo, y en 1967, el doctorado en Ciencias Sociales por la Universidad Estadual de Campinas (UNICAMP), por su tesis sobre Os Kamaiurá e o Parque Nacional do Xingu, con la orientación del profesor Fernando Altenfelder Silva.
Especializada en etnología y mitología indígenas, y, desde 1965, viene realizando importantes estudios de campo sobre las sociedades originarias de Brasil, habiendo trabajado con la nación camaiurás, en el Parque Indígena de Xingu, y con los cintas-largas, en el Parque Indígena de Aripuanã, ambos en Mato Grosso.
Participó en la evaluación de proyectos de gobierno, cuando participaban grupos indígenas de Rondônia, Mato Grosso, Acre, y Amazonas. También realizó levantamientos etnográficos básicos entre los kaingang, terenas, y guaraní del Estado de São Paulo.
Es profesora del Programa de Posgrado en Ciencias Sociales de la Pontifícia Universidade Católica de São Paulo, y professora emérita de la misma Universidad.

## Algunas publicaciones
Es autora de numerosos libros y artículos de divulgación y científicos publicados en periódicos brasileños y extranjeros. Y también autora de capítulos de libros, además de organizadora de varias obras colectivas.

### Libros
- Antropologia Indígena: Uma (nova) introdução. 2ª ed. São Paulo: EDUC, 2008

- KAMAIURÁ, Wari ; KAMAIURÁ, Aisananin Páltu. Cultura Kamaiurá. Cuiabá: EDUFMT, 2007

- Parque Indígena do Xingu Saúde, Cultura e História (org., com BARUZZI, Roberto G). São Paulo: Terra Virgem Editora, 2005

- Sexo e desigualdade entre os Kamaiurá e os Cinta Larga. São Paulo: Olho d'água, 2002

- Environment, Poverty And Indians (con LEONEL JÚNIOR, Mauro ; MINDLIN, Betty ; ANDELLEZING, Henk van). Amsterdan: Novib, 1992

- Antropologia Indígena - Uma Introdução. São Paulo: Educ, 1991

- El parque indígena Aripuna y el programa polonoroeste. Documento IWGIA 6. Con Betty Mindlin. Ed. Grupo Internacional de Trabajo sobre Asuntos Indígenas, 119 pp. 1987

- O Estado Contra o Índio (con PAIVA, E.) São Paulo: Programa de Estudos Pós-Graduados em Ciências Sociais PUC-SP, 1985. vv. 1. 42 pp.

- Los Indios y la antropología en América Latina. Colección "Desde Sudamérica Series. Con Edgard de Assis Carvalho. Ed. BPR Publ. 205 pp. 1984

- Antropologia e Indigenismo na América Latina (org. con CARVALHO, E. A.). São Paulo: Cortez, 1981

- Os Índios de Ipavu - Um estudo sobre a vida do grupo Kaiamurá. São Paulo: Ática, 1979

### Artículos
Entre los numerosos artículos publicados por la antropóloga, se destacan:
- "Símbolos e Imagens da Ordem na Comunidade Indígena" . In PASSETTI, E. ; SILVA, R.B.D. (org.) Conversações Abolicionistas: uma crítica do sistema penal e da sociedade punitiva. São Paulo, IBCCrim, 1997, p. 21-47

- "Consciencia de sí mismos y de outros entre los Kaingang, Kamaiurá y Cinta Larga" in L. Portilla, M. Gutiérrez Esteves, G. Gossen e J.J. Klor de Alva (org.) De Palabra y Obra en el Nuevo Mundo, vol. 1, Imágenes Interétnicas, Siglo XXI, México y España, 1992, pp. 443-462

- "La legislación brasileña y las poblaciones indígenas en Brasil", con Eunice Paiva, in R. Sstavenhagen (org.) Derecho Indígena y Derechos Humanos en América Latina. México, El Colegio de México, 1988, p. 243-269

- "The Aripuanã Park and the Polonoroeste Programme", em colaboração com Betty Mindlin. Doc. 59, IWGIA, Copenhagen, junio de 1987

- "The Brazilian Indian Minority: Ethnocide and Political Consciousness", J. of the Anthropological Society of Oxford, vv. XV, nº 3, Michaelmas, 1984, p. 219-234

- "The Brazilian Indigenous Problem and Policy - The Example of the Xingu National Park". Amazind/IWGIA, nº 13, Copenhague, 1973

## Honores
- miembro del Consejo indigenista de la Fundação Nacional do Índio
- consultora del Centro Brasileño de Análisis y Planeamiento